# YAF2
El factor 2 asociado a YY1 es una proteína que en humanos está codificada por el gen YAF2.
La proteína codificada por este gen interactúa con YY1, una proteína con dedos de zinc involucrada en la regulación negativa de genes de restricción muscular. Este producto génico en sí mismo contiene un solo dedo de zinc C2-X10-C2 N-terminal y, en contraste con YY1, se regula al alza durante la diferenciación miogénica. También facilita la escisión proteolítica de YY1 por la proteasa activada por calcio, m-calpaína, lo que sugiere un mecanismo por el cual esta proteína antagoniza el efecto negativo de YY1.